# Alberto Acosta
Alberto Federico „Beto” Acosta (ur. 23 sierpnia 1966 w Arocenie) – argentyński piłkarz, grający na pozycji napastnika.

## Kariera klubowa
Alberto Acosta rozpoczął karierę w 1986 roku w klubie Unión Santa Fe. Kolejnym jego klubem było stołeczne San Lorenzo de Almagro. W latach 1990–1991 występował we Francji Toulouse FC. Po powrocie do Argentyny został ponownie zawodnikiem San Lorenzo, w którym występował w latach 1991–1993. W barwach San Lorenzo został królem strzelców ligi argentyńskiej turnieju Apertura w 1992. W latach 1993–1994 był zawodnikiem Boca Juniors, z którego wyjechał do Chile do Universidad Católica. W klubie z Santiago występował w latach 1994–1995 i 1996–1997 z przerwą na grę w japońskim klubie Yokohama Marinos.
Z Universidad Católica zdobył mistrzostwo Chile w 1997, Copa Chile w 1995 oraz został królem strzelców w 1994. Po kolejnym powrocie do San Lorenzo Acosta wyjechał do Portugalii do Sportingu. Ze Sportingiem zdobył mistrzostwo Portugalii w 2000 roku. Na zakończenie kariery powrócił do San Lorenzo, z którym zdobył Copa Sudamericana w 2002.

## Kariera reprezentacyjna
W latach 1992–1995 Acosta grał dla reprezentacji Argentyny. W 1992 roku wystąpił w pierwszej edycji Pucharu Konfederacji, który zakończył się tryumfem Argentyny. Na turnieju w Rijadzie wystąpił w obu meczach z Wybrzeżem Kości Słoniowej (bramka) oraz Arabią Saudyjską. Rok później uczestniczył w Copa América 1993, który Argentyna wygrała. Na turnieju w Ekwadorze wystąpił w pięciu meczach z Boliwią, Kolumbią, Brazylią, ponownie z Kolumbią i finale z Meksykiem.
W 1995 roku uczestniczył w Copa América 1995, na którym Argentyna odpadła w ćwierćfinale. Na turnieju w Urugwaju wystąpił w trzech meczach z Boliwią, USA i Brazylią. Ogółem w latach 1992–1995 wystąpił w barwach albicelestes w 19 meczach, w których strzelił 2 bramki.

## Kariera trenerska
Po zakończeniu kariery piłkarskiej Acosta został trenerem. Jako trener pracował w Fénix Buenos Aires.